# Ernst-Willi Saffran
Ernst-Willi Saffran (* 15. Januar 1916 in Königsberg; † 22. Januar 1988 in Neumünster) war ein deutscher Politiker (GB/BHE).

## Leben und Beruf

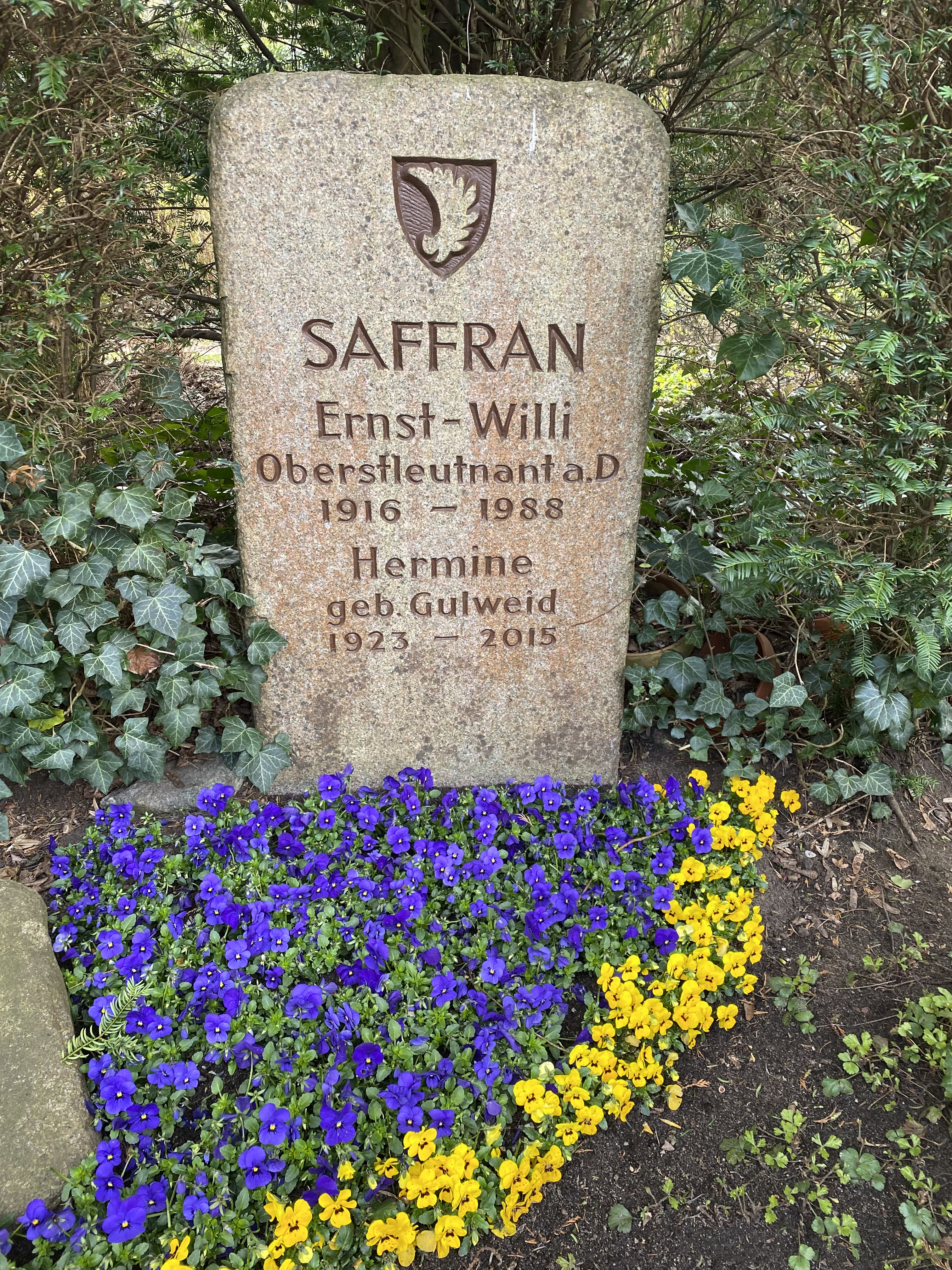
Grabstätte auf dem Friedhof Blankenese

Saffran war von Beruf kaufmännischer Angestellter. Er kam nach dem Zweiten Weltkrieg als Heimatvertriebener nach Schleswig-Holstein und siedelte sich in Neumünster an.
Seine letzte Ruhestätte erhielt er auf dem Hamburger Friedhof Blankenese.

## Politik
Saffran trat zwischen 1935 und 1937 in die NSDAP ein. Danker und Lehmann-Himmel charakterisieren ihn in ihrer Studie über das Verhalten und die Einstellungen der Schleswig-Holsteinischen Landtagsabgeordneten und Regierungsmitglieder der Nachkriegszeit in der NS-Zeit als „politisch angepasst“.
Nach dem Zweiten Weltkrieg engagierte er sich im GB/BHE. Er rückte am 5. Dezember 1953 in den Landtag von Schleswig-Holstein nach und gehörte diesem noch bis 1954 an. Er war auch Mitglied der zweiten Bundesversammlung, die Theodor Heuss im Amt des Bundespräsidenten Deutschlands bestätigte.